# Столица на болката
„Столица на болката“ (на френски: Capitale de la douleur) е стихосбирка на френския поет Пол Елюар, издадена през 1926 година.
Включваща около сто стихотворения, тя отбелязва навлизането на Елюар в зрелия период на творчеството му и пълното му ангажиране със сюрреализма. Стихосбирката има успех и сред по-широка публика, която за пръв път се запознава с работите му.